# Штефуца, Василий Иванович
Василий Иванович Штефуца (род. 13 января 1936, Хустский район, Подкарпатская Русь) — советский и российский певец (лирический тенор), народный артист России (1993).

## Биография
Василий Иванович Штефуца родился в Хустском районе Закарпатья, был седьмым ребёнком в небогатой семье крестьян-русинов.
Занимался в школьной самодеятельности, откуда его послали на областной смотр юных талантов, где он получил почётную грамоту и рекомендацию преподавателя по вокалу из музыкального училища в Ужгороде. Поступил в Ужгородское музыкальное училище, но, не окончив, перешёл в Московскую консерваторию (педагог М. В. Владимирова). С третьего курса Консерватории перешёл в Институт Гнесиных (педагог Н. А. Вербова). В 1965 году окончил вечернее отделение института.
Некоторое время выступал в Музыкальном театре Станиславского и Немировича-Данченко на эпизодических ролях.
Затем перешёл в Ансамбль песни и пляски им. Александрова. Сначала был певцом хора, а с 1970 года стал солистом.

## Награды и премии
- Лауреат конкурса вокалистов в Польше (1972)[2].
- Заслуженный артист РСФСР (5.12.1978)[3].
- Народный артист России (30.11.1993)[4].
- Медаль «Генерал-майор Александр Александров» (2006).